# Rolieiro-da-terra-rabilongo
Rolieiro-da-terra-rabilongo (Uratelornis chimaera) é uma espécie de ave da família Brachypteraciidae. É a única espécie do género Uratelornis. É endémica de Madagáscar. Os seus habitats naturais são: florestas secas tropicais ou subtropicais. Está ameaçada por perda de habitat.